# Wisteria sinensis
Glycine de Chine
Espèce
Wisteria sinensis, la glycine de Chine, est une espèce de plantes à fleurs dicotylédones de la famille des Fabaceae, sous-famille des Faboideae, originaire de Chine.
Ce sont des plantes grimpantes, pouvant atteindre 10 m de haut. L'espèce a été introduite au début du XVIIIe siècle en France par Dominique Parrenin[réf. nécessaire]  et en Grande-Bretagne par le capitaine Robert Welbank en 1816,. Suivant J. Compton, dix ans environ après son arrivée en Angleterre, la glycine de Chine a été importée en France à partir de l’Angleterre. Elle aurait été cultivée dans les jardins de Jean-François Boursault (28 rue Blanche à Paris, en 1825) et de François Cels.
La glycine de Chine est une plante ornementale appréciée dans les régions tempérées pour sa floraison printanière abondante et parfumée. Elle fait aussi partie des plantes lianescentes utilisées par les papetiers chinois pour produire un papier traditionnel très en vogue sous la dynastie Tang (618-907) mais ayant progressivement disparu après le Xe siècle.

## Nomenclature
La première description de l’espèce est l’œuvre du médecin et botaniste britannique John Sims, en 1819, sous le nom de Glycine sinensis Sims, publiée dans le Botanical Magazine 46: pl. 2083. 1819,.
En 1825, le botaniste suisse Augustin-Pyramus de Candolle transfère l’espèce dans le genre Wisteria, créé par Thomas Nuttall en 1818, pour regrouper les plantes grimpantes comme Wisteria sinensis et Wisteria floribunda, avec des caractéristiques florales et végétatives qui ne correspondaient pas bien aux genres existants (notamment le genre Glycine de Linné qui incluait des plantes comme le soja Glycine max),.

## Étymologie
Le nom de genre Wisteria a été dédié à Caspar Wistar (1761-1818), médecin et naturaliste étatunien d’ascendance allemande (sous le nom de Wüster) professeur d’anatomie à l’université de Philadelphie.
L’épithète spécifique sinensis est un mot latin récent indiquant « originaire de Chine » que A. de Candolle écrivait chinensis. Le mot est inconnu du latin classique et apparait au XVIIe siècle. La recommandation 60E du Code de nomenclature demande de suivre l’usage du « latin classique » (sinensis) pour créer des noms nouveaux.
Le nom de genre Glycine L. (1753) est un dérivé savant du grec γλυκυς - glukus, « doux, agréable », en raison du parfum agréable des fleurs de Glycine frutescens L. devenu Wisteria frutescens (L.) Poir.

## Noms vernaculaires
- Glycine, glycine commune, glycine de Chine, wistérie, wistérie de Chine[9].

- 紫藤 Zǐténg, (morph. mauve.liane) en chinois.

## Taxinomie

### Synonymes
Selon Powo (Kew), les synonymes sont :
- Glycine sinensis Sims
- Glycine chinensis Sims
- Kraunhia sinensis (Sims) Greene[11]
- * Rehsonia brevidentata (Sims) Stritch
- Rehsonia sinensis (Sims) Stritch
- Rehsonia villosa (Sims) Stritch
- Wisteria brevidentata Rehder
- Wisteria consequana Sabine
- Wisteria polystachya K.Koch
- Wisteria praecox Hand.-Mazz.
- Wisteria sinensis var. alba Lindl.
- Wisteria sinensis var. brevidentata (Rehder) J.Compton & C.Lane
- Wisteria sinensis var. villosa (Rehder) J.Compton & C.Lane
- Wisteria villosa Rehder

### Liste des variétés
Selon Tropicos (11 juin 2013) (Attention liste brute contenant possiblement des synonymes) :
- Wisteria sinensis var. albiflora Lem.
- Wisteria sinensis var. sinensis
- Wisteria sinensis var. violaceo-plena C.K. Schneid.

## Description

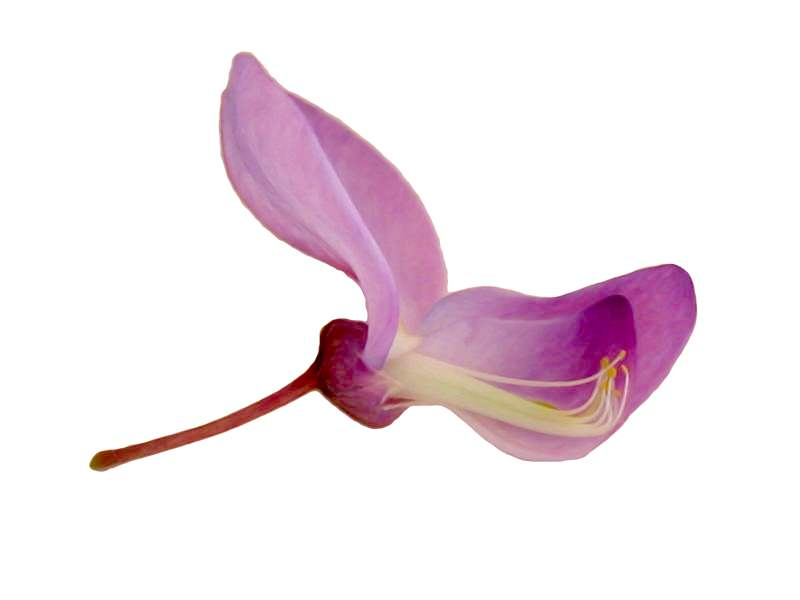
Fleur vue en coupe.

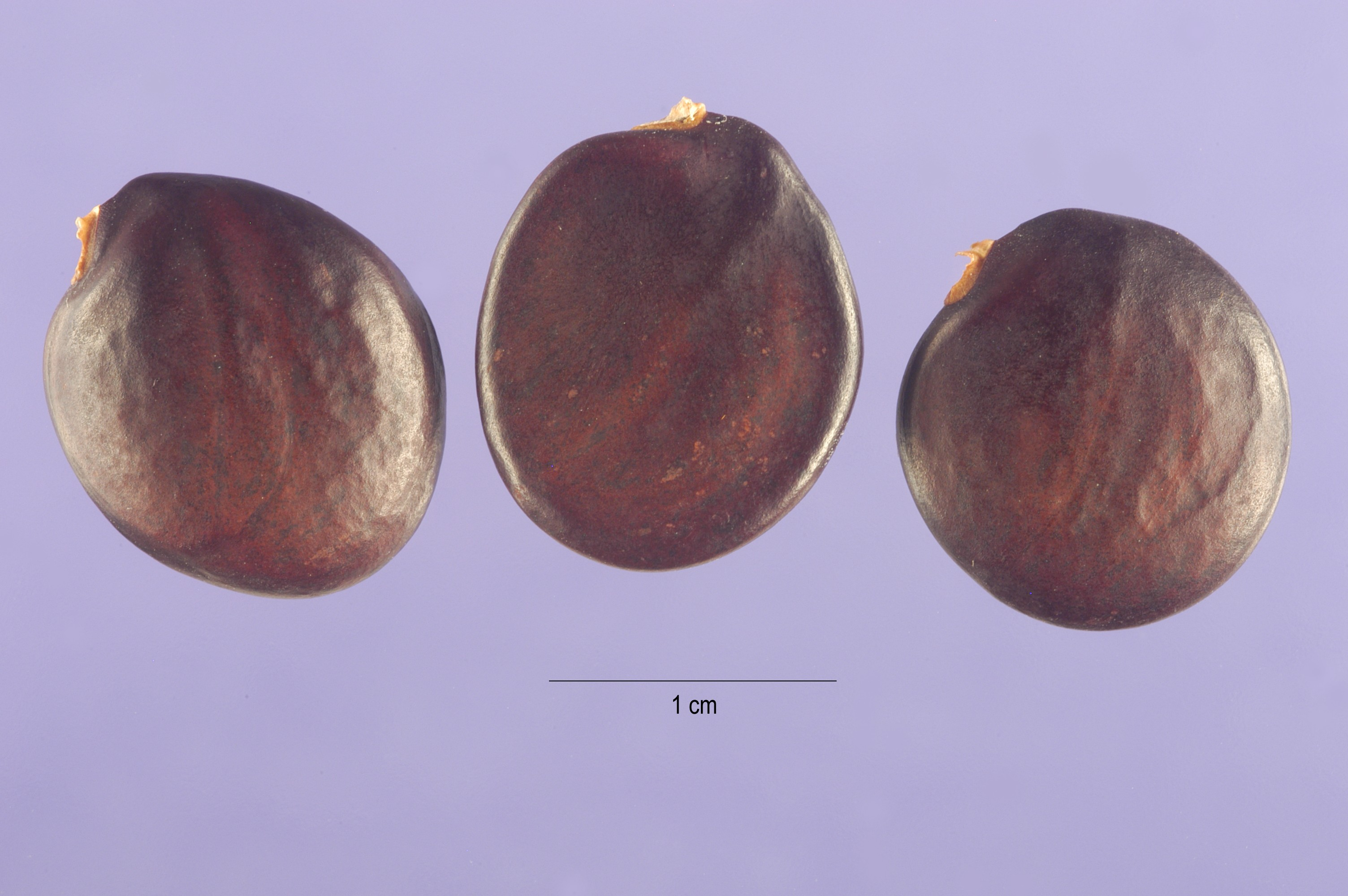
Graines.

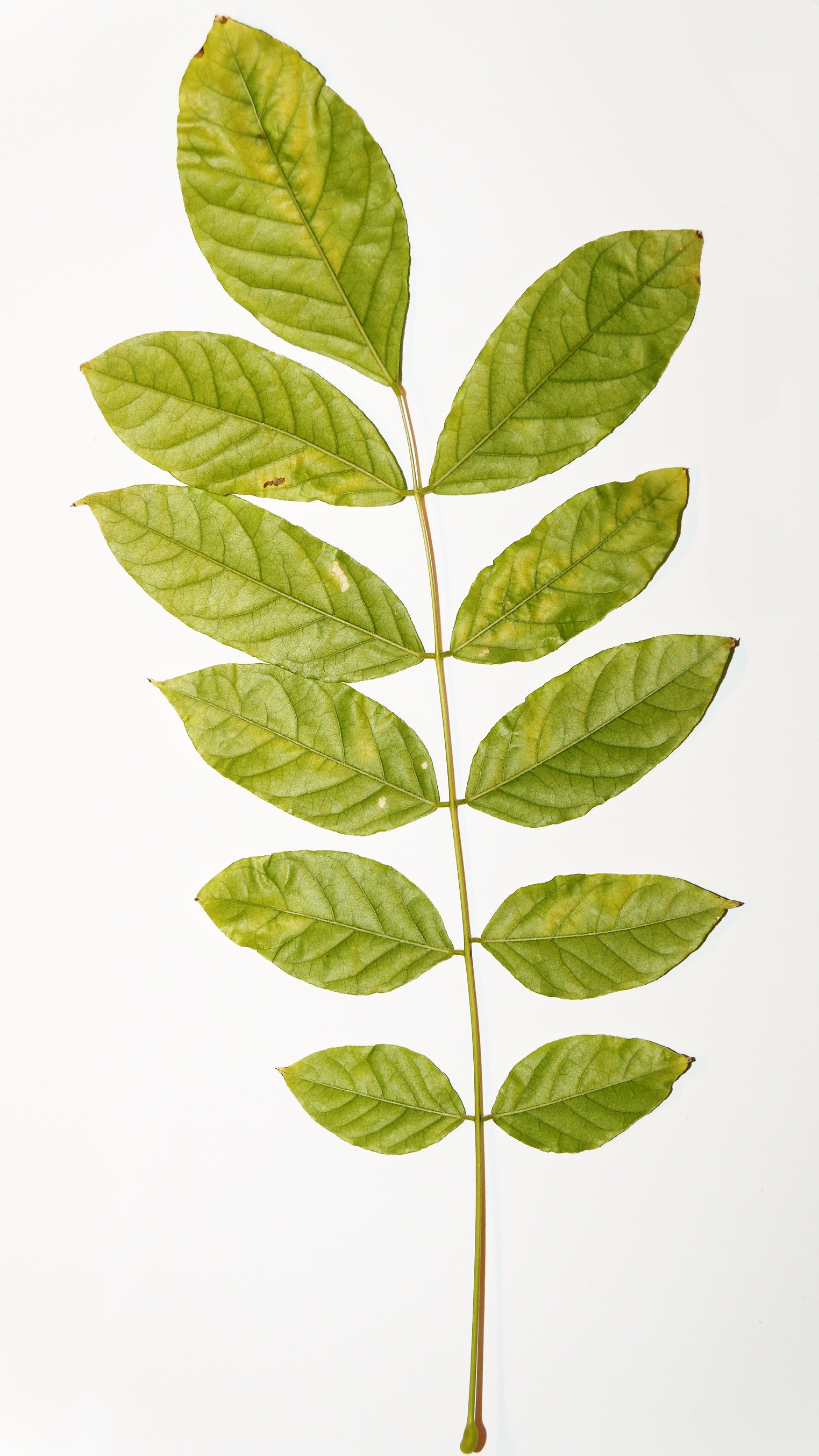
Feuille imparipennée.

La glycine de Chine est un arbuste lianescent, aux feuilles caduques, dont les tiges volubiles peuvent atteindre 30 mètres de long et 20 cm de diamètre. Les jeunes rameaux sont densément poilus, les tiges plus âgées sont plus glabres,.
Cette plante forme de grandes colonies clonales qui se développent à partir de rhizomes souterrains épais et de racines adventives. La glycine de Chine grimpe autour d’un support de façon senestre. Cet enroulement senestre est relativement rare parmi les plantes à fleurs, et la glycine du Japon, Wisteria floribunda, qui lui est étroitement apparentée, s’enroule de façon dextre.
Les feuilles, alternes, composées imparipennées, peuvent atteindre 40 cm de long. Chaque feuille compte de 7 à 13 folioles (contre 13 à 19 folioles chez Wisteria floribunda), ovales à elliptiques, de 10 cm de long sur 6 cm de large, aux marges entières et à la base arrondies. Les folioles sont couvertes de poils soyeux lorsqu'elles sont très jeunes et deviennent presque glabres par la suite. Le pétiole atteint 10 cm  de long, avec une base enflée (pulvinus).

L'inflorescence est une longue grappe retombante, pouvant atteindre  30 à 40 cm de long (jusqu'à 50 cm et plus chez Wisteria floribunda) et regroupant de nombreuses fleurs.
Les fleurs, de type papilionacé, voyantes et légèrement odorantes, de 2,5 cm  de long environ, sont de couleur lilas très pale à plus ou moins foncé, parfois blanche.
La floraison se produit généralement  tôt au printemps, avant l'apparition des nouvelles feuilles, et on assiste le plus souvent à une deuxième floraison discrète en été ou en automne.
Le fruit est une gousse brune, velue et dense, atteignant 15 cm de long, et contenant 1 à 3 graines. La gousse est souvent renflée autour des graines. Celles-ci sont lisses, brunes et aplaties.
Toutes les longueurs données dans cette section sont plus grandes que celles données pour l’espèce sauvage de Chine par Flora of China.

## Distribution et habitat
L'aire de répartition originelle de Wisteria sinensis se situe en Chine, dans les provinces de Anhui, Fujian, Guangxi (Nord-Est), Hebei, Henan, Hubei, Hunan, Jiangsu, Jiangxi, Shaanxi, Shandong, Shanxi (Sud), Zhejiang .
Dans son aire naturelle, la plante se rencontre dans les forêts de montagne, entre 500 et 1 800 mètres d'altitude.
Elle est par ailleurs largement cultivée dans diverses  régions tempérées situées au-delà de son aire de répartition naturelle.

## Propriétés
Les graines de ces deux espèces contiennent de la wistarine, glycoprotéine de type lectine, toxique.
Des intoxications sont signalées dans la littérature et concernent des enfants ayant consommé des graines.
Ce sont donc des plantes qu'il faut considérer comme toxiques.
En ce qui concerne les chevaux , une absorption de feuillage ainsi que de rameaux provoque une sensation observée de brûlures à un point tel qu'il leur est impossible de s'abreuver ainsi que de se nourrir durant 2 à 3 jours.

## Utilisations

### Plante ornementale
Les glycines sont des plantes ornementales très fréquemment cultivées dans les régions tempérées, pour leur floraison abondante et parfumée. Elles sont palissées contre les murs ou courent sur des clôtures ou sur des pergolas.

### Fabrication de papier
Les fibres libériennes de la glycine de Chine ont joué un rôle mal connu  et limité dans le temps, dans la longue histoire de la fabrication du papier en Chine.
Les premiers papiers sont apparus en Chine sous la dynastie Han (de -206 à +220). Ils furent d’abord fabriqués à partir de fibres de chanvre tirées de vieux chiffons. Au cours des siècles suivants, les papetiers passèrent de l’utilisation de chiffons à l’exploitation directe des fibres du chanvre (dama 大麻, Cannabis sativa L.) et du mûrier à papier (gu 榖, chu 楮, Broussonetia papyrifera L.). Ils essayèrent aussi les fibres extraites de la ramie (zhuma 苎麻, papier de ramie L.), du lin (yama 亚麻, Linum usitissimum L.), et du jute (huangma 黄麻, Corchorus capsularis L.). Sous l’influence de Cai Lun, un haut fonctionnaire mort en 121, la diffusion d’une nouvelle procédure de fabrication de papier avec de l’écorce de mûrier à papier put se répandre largement.
Durant la dynastie Jin (265-420), les nouveaux papiers de fibres végétales remplacent peu à peu les lattes de bambou et les bandes de soie utilisés jusque-là comme support de l'écriture. Ce succès incite les papetiers à rechercher de nouvelles fibres végétales papetières. Leurs innovations vont porter sur les « plantes lianescentes ». Il s’agit d’un groupe de plantes dont le nom chinois se termine par le caractère teng 藤,, comme 紫藤 ziteng la glycine (Wisteria sinensis), 南蛇藤（黑藤）nánshéténg (hēiténg) Celastrus orbiculatus, baiteng 白藤 Calamus tetradactylus , 青藤  qingteng (Sinomenium acutum), 葛藤 géténg Kudzu (Pueraria montana var. lobata) etc. En chinois classique le caractère teng 藤, employé isolément sans déterminant, peut désigner le « rotin ». À l’époque contemporaine, toutes les espèces de rotin du genre Calamus (palmiers grimpants à rotin) ont reçu un nom vulgaire normalisé par Flora of China, se terminant par teng 藤  (ce qui permet d’éviter de mélanger l’écriture alphabétique romaine avec les caractères chinois). Et toutes les espèces de Wisteria de Chine possède aussi le caractère teng 藤 dans leur nom. Toutes ces plantes servent à fabriquer du papier de rotinoïde tengzhi 藤纸 (appelé par Yi Xiaohui du papier d’écorce de rotinoïde tengpizhi 藤皮纸).
L’histoire des anciens papiers a été écrite par des lettrés qui s’intéressaient particulièrement à des papiers apprêtés et décorés qu’ils avaient utilisés dans leur pratique épistolaire, poétique ou calligraphique ou qu’ils avaient pu voir dans leurs hautes fonctions administratives. Jean-Pierre Drège a donné un bon aperçu de l’ardeur érudite des lettrés à collecter les différents noms de papiers ayant servi à tel type de fonctionnaires, pour tel type d’édit, à telle époque:
« Au début des Tang, pour écrire les annonces relatives aux ministres et aux fonctionnaires, on utilisait du papier « à l’or fondu » ainsi que du papier « au phénix d’or ». Pour les autres, on se contentait de papier « aux poissons » et de papiers à fleurs...Les encouragements aux armées...employaient du papier de chanvre jaune. Pour les textes d’offrande au palais Taiqing et dans le temple taoïste, on se servait du papier de rotin bleu [sur lesquels] on écrivait en vermillon » (Quatre répertoires du studio des lettres, par Su Yijian (958-996), traduit par Drège)
Le texte se poursuit de cette manière sur des dizaines de pages. J-P. Drège ne traduit pas à proprement parler le nom des plantes en chinois mais donne ce qu’en linguistique on appelle un calque lexical. Il fournit une traduction morphème à morphème, ainsi le papier de « chanvre jaune » (黄麻 huangma jaune.chanvre) pourrait être fait de jute (Corchorus capsularis famille des Tiliaceae), et le papier de « rotin bleu » (青藤 qingteng) fait de Sinomenium acutum (famille des Menispermaceae).
Les lettrés qui ont laissé ces témoignages manifestaient très peu d’intérêts pour les techniques de fabrication. Ce n’est qu’à partir du Tiangong Kaiwu (天工開物) publié en 1637, qu’une encyclopédie des processus de production donne des explications éclairées par des illustrations.
Durant la dynastie Tang (618-907), l’essor du papier s’accompagna d’une prodigieuse diversification des matières premières. Le bambou entra aussi en scène, mais c’est un peu plus tard, durant la dynastie Song (960-1279) qu'il s’est imposé et s’est substitué aux chanvroïdes (chanvre, ramie, jute...), aux rotinoïdes (glycine, rotin (Calamus) , Sinomenium...) et même en partie aux mûriers à papier. Voir la classification des papiers traditionnels chinois.